# Stizocera asyka
Stizocera asyka là một loài bọ cánh cứng trong họ Cerambycidae.